# Шукруллабай Мискинов
Шукруллабай Мискинов — посол Хивинского ханства, прибывший в 1847 году в Российскую империю и лично принятый императором Николаем I. Позже он был послом Хивинского ханства в Османской империи в Стамбуле.

## Миссия посла
В декабре 1846 года в Оренбург прибыли посланники хана Хорезма Мухаммад Амин-хана — Клыч Ниязмухаммедов и Шукруллабай Мискинов. 9 марта 1847 года они приехали в Санкт-Петербург. Послы поставили вопрос о срытии Раимского укрепления, построенного Россией близ устья Сырдарьи, на что Николай I ответил отказом. 1847-1848 годы прошли в мелких военных столкновениях хивинских отрядов с царскими военными частями. Не добившись успеха, Мухаммад Амин-хан вновь перешёл на мирный путь решения вопроса.
Следует отметить, что жители всегда называли свое государство как Хорезм, а Хивинским ханством стало называться у российских историков в честь своей столицы — Хивы после XVII века.